# Susie Allanson
Susie Allanson (* 17. März 1952 in Las Vegas, Nevada) ist eine US-amerikanische Country-Sängerin.
Allanson sang zu Beginn ihrer Karriere in Aufführungen von Hair und Jesus Christ Superstar; bei letzterem ist sie sowohl auf der Plattenversion zu hören als auch in der Verfilmung zu sehen. Nach ihrer Heirat mit Roy Ruff erhielt sie 1975 die Gelegenheit zu einem ersten Soloalbum und hatte dabei bis zu Beginn der 1980er Jahre immer wieder Erfolg mit Hitsingles.
1981 wurde sie Mutter und zog sich (mit der Ausnahme zweier Singles 1987) aus dem Geschäft zurück.

## Diskografie

### Alben
| Jahr | Titel              | Höchstplatzierung, Gesamtwochen, AuszeichnungChartsChartplatzierungen (Jahr, Titel, Platzierungen, Wochen, Auszeichnungen, Anmerkungen) | Anmerkungen |
| Jahr | Titel              | Country | Anmerkungen |
| ---- | ------------------ | --- | ----------- |
| 1978 | We Belong Together | Country42 (4 Wo.)Country |             |
| 1979 | Heart to Heart     | Country11 (15 Wo.)Country |             |

Weitere Veröffentlichungen
- 1976: Susie Allanson
- 1977: A Little Love
- 1980: Susie

### Singles
| Jahr | Titel Album                                            | Höchstplatzierung, Gesamtwochen, AuszeichnungChartsChartplatzierungen (Jahr, Titel, Album, Platzierungen, Wochen, Auszeichnungen, Anmerkungen) | Anmerkungen                                                    |
| Jahr | Titel Album                                            | Country | Anmerkungen                                                    |
| ---- | ------------------------------------------------------ | --- | -------------------------------------------------------------- |
| 1977 | Baby, Don’t Keep Me Hangin’ On We Belong Together      | Country23 (14 Wo.)Country |                                                                |
| 1977 | Baby, Last Night Made My Day We Belong Together        | Country20 (14 Wo.)Country |                                                                |
| 1978 | Maybe Baby We Belong Together                          | Country7 (13 Wo.)Country |                                                                |
| 1978 | We Belong Together                                     | Country2 (13 Wo.)Country |                                                                |
| 1978 | Back to the Love We Belong Together                    | Country17 (11 Wo.)Country |                                                                |
| 1979 | Words Heart to Heart                                   | Country8 (11 Wo.)Country |                                                                |
| 1979 | Two Steps Forward and Three Steps Back Heart to Heart  | Country6 (12 Wo.)Country |                                                                |
| 1979 | Without You                                            | Country79 (4 Wo.)Country |                                                                |
| 1979 | I Must Be Crazy                                        | Country38 (10 Wo.)Country |                                                                |
| 1980 | While I Was Makin’ Love to You Susie                   | Country31 (12 Wo.)Country |                                                                |
| 1980 | Dance the Two Step Susie                               | Country23 (14 Wo.)Country |                                                                |
| 1981 | Run to Her                                             | Country53 (7 Wo.)Country | aufgenommen für das unveröffentlichte Album "Sleepless Nights" |
| 1981 | Love Is Knockin’ at My Door (Here Comes Forever Again) | Country44 (8 Wo.)Country | aufgenommen für das unveröffentlichte Album "Sleepless Nights" |
| 1981 | Hearts (Our Hearts)                                    | Country60 (7 Wo.)Country | aufgenommen für das unveröffentlichte Album "Sleepless Nights" |
| 1982 | Wasn’t That Love                                       | Country62 (6 Wo.)Country | aufgenommen für das unveröffentlichte Album "Sleepless Nights" |
| 1987 | Where’s the Fire                                       | Country67 (7 Wo.)Country |                                                                |
| 1987 | She Don’t Love You                                     | Country70 (5 Wo.)Country |                                                                |

Weitere Veröffentlichungen
- 1976: Love Is a Satisfied Woman